# Alfred Schreyer
Pour les articles homonymes, voir Schreyer.
Alfred Schreyer (en yiddish : אלפרעד שרייער), né le 8 mai 1922 à Drohobytch dans la voïvodie de Lwów, alors en Pologne, aujourd’hui oblast de Lviv en Ukraine, et mort le 25 avril 2015 à Varsovie, est un violoniste, chanteur et militant culturel juif polonais. Il était le dernier juif de la ville survivant de la Shoah à Drohobytch et le dernier élève survivant de Bruno Schulz.

## Biographie
Il vit ses premières années à Jasło, où son père, Beno Schreyer occupe un poste de direction dans une raffinerie de pétrole locale. À partir de 1932, il est élève du lycée privé Henryk-Sienkiewicz de Drohobytch, où il est l'élève de Józefina Szelińska (pl). Puis, en 1934, il poursuit sa scolarité au lycée public Ladislas-Jagellon où il a la chance de suivre pendant quatre ans les cours de dessin et de travaux manuels de Bruno Schulz.
Au cours de la Seconde Guerre mondiale, sa famille est victime du génocide juif et disparaît. Alfred Schreyer est détenu dans les camps de concentration nazis de Plaszow, Gross-Rosen, Buchenwald et Taucha près de Leipzig. Il dit souvent que les compétences techniques qu’il devait à Schulz lui ont sauvé la vie à plusieurs reprises pendant l'occupation. En 1946, il revient à Drohobytch devenue soviétique. Il y fait des études de musique à l'Université de pédagogie. Il est professeur à l'école secondaire de musique Barwinski, tout en jouant du violon dans des cinémas et restaurants[réf. souhaitée]. En 1991, il fonde une chorale pour les enfants et pour les jeunes "Renaissance".
Actuellement à la retraite, il donne encore des concerts en Ukraine ou en Pologne avec son trio, en jouant du violon et chantant des chansons en yiddish et le tango polonais d'avant-guerre[réf. souhaitée].
Pendant de nombreuses années, il entretient la mémoire de Bruno Schulz, notamment en participant régulièrement au Festival Bruno Schulz de Drohobytch.